# Стјепан Бубанић
Стјепан Бубанић – Електрика (Лештаковец, код Вараждина, 25. новембар 1913 — Загреб, 19. март 1943), учесник Народноослободилачке борбе и народни херој Југославије.

## Биографија
Рођен је 25. новембра 1913. године у селу Лештаковцу код Вараждина, у сиромашној сељачкој породици. Као младић долази у Загреб, где се запослио у једном пекарском предузећу, а затим у „Загребачком електричном трамвају“. Веома млад се укључује у револуционарни раднички покрет, нарочито у раду Уједињеног радничког синдикалног савеза Југославије. Учествовао је у свим штрајковима, тарифним акцијама, демонстрацијама и другим акцијама уочи рата. Члан Комунистичке партије Југославије постао је у априлу 1941. године.
Од проглашења Независне Државе Хрватске укључује се у рад на тада актуелним задацима. Иако је усташки терор захватио и „Загребачки електрични трамвај“ већ првих дана окупације (ухапшено је 16 најпознатијих активиста), Бубанић је успео да пред усташким властима остане и даље некомпромитован. Као кондуктер на трамвају ради до лета 1942. године, када због опасности од хапшења и ради примања нових дужности прелази у потпуну илегалност.
Од окупације се Бубанић нарочито истиче у оснивању ударних група међу трамвајцима, а затим и у оснивању ударних група на подручју тадашњег Петог рејонског комитета, који је обухватао подручје радничке четврти Трешњевке. У неким је акцијама лично учествовао као на пример, у резању телефонских и електричних каблова и ступова.
Крајем 1941. године постаје члан Петог рејонског комитета Комунистичке партије Хрватске, задужен посебно за рад у „Народној помоћи“. Тада се истакао у организаторским способностима. Тако је на његову иницијативу и уз свесрдну помоћ активиста из редова загребачких трамвајаца у спремишту трамвајске ремизе било уређено велико провизорно складиште за сакупљени различити материјал, посебно санитетски. Поред тог задужења, Бубанић је вршио и курирску дужност, путујући у разне крајеве Хрватске, преносећи поруке и материјал и одржавајући везу између појединих партијских и војних руководстава. Одласком у илегалу Бубанић ради и на везама за отпрему изван града и на стварању тзв. пунктова и релејних станица у околини Загреба.
У јесен 1942. године Бубанић преузима дужност месног техничара. Организовао је набаву папира и другог техничког материјала за потребе илегалних штампарија које су у то време деловале у граду. Преузимао је штампан и умножен материјал, те вршио дистрибуцију преко мреже рејнонских техничара. У том је послу такође испољио особине врсног организатора.
У септембру 1942. године, Бубанић се нашао опкољен од стране полиције у једној недовршеној кући у тадашњем загребачком предграђу Љубљаници, у којој су иначе ударне групе с Трешњевке држале складиште оружја и муниције. Успео је да се пробије и с оружјем у руци растерао је заседу око куће, пребацио се преко крова у другу улицу, где су га усташе раниле у ногу. На крају је ипак успео да побегне, убивши и ранивши неколико усташких агената. Склонио се у један од илегалних станова и уз лекарску помоћ убрзо се опет нашао на послу, доносећи и односећи из месних техника штампани материјал.
Заједно са Иваном Мечаром, политичким секретаром Месног комитета КПХ за Загреб, 19. марта 1943. године одлази на један састанак на Новој Веси, не слутећи да их је тамо чекала заседа. Иако су приметили агенте и скренули у другу улицу, бег им није успео, јер Мечар није могао да трчи због рањене ноге. Двојица храбрих илегалаца покушали су да се пробију с оружјем у руци, али су у оружаном окршају били убијени.
Указом председника Федеративне Народне Републике Југославије Јосипа Броза Тита, 24. јула 1953. године, проглашен је за народног хероја.

## Галерија
- Биста Стјепана Бубанића на вараждинском гробљу
- Гроб породице Бубанић на загребачком гробљу Мирогој
- Спомен-плоча на кући у Гршковићевој улици, где је погинуо Стјепан Бубанић